# Henri Simon
Henri-François Simon (Grandson, 27 oktober 1868 - Lausanne, 28 juni 1932) was een Zwitsers politicus voor de Vrijzinnig-Democratische Partij (FDP/PRD) uit het kanton Vaud.

## Biografie
Henri Simon studeerde aan de industriële school van Lausanne (1880-1885) en studeerde nadien tot 1887 in Winterthur.
Van 1889 tot 1897 was hij lid van de gemeenteraad (wetgevende macht) van zijn geboorteplaats Grandson. Vervolgens was hij tot 1919 lid van het gemeentebestuur als schepen/wethouder en vanaf 1914 als burgemeester (syndic). In 1897 werd Simon lid van de Grote Raad van Vaud. Hij verliet de functies van burgemeester en kantonnaal parlementslid toen hij in 1919 lid werd van de Staatsraad van Vaud, de kantonnale regering, waar hij bevoegd was voor Openbare Werken tot het jaar van zijn overlijden, 1932.
Hij zetelde ook gedurende 27 jaar in de Kantonsraad, tussen 18 maart 1901 en 2 december 1928. Van 3 december 1923 tot 1 december 1924 was hij voorzitter van de Kantonsraad.
Van 1893 tot 1931 was Simon lid van de raad van bestuur van de Kantonnale Bank van Vaud. Hij was ook rechter in de militaire rechtbank.